# Pollyanna
A Pollyanna egy 2001-ben forgatott és 2003-ban bemutatott brit tévéfim, amelyet az ITV-n vetítettek először. Magyarországi bemutatója a Duna Televízióban volt. A film alapjául Eleanor H. Porter regénye szolgált.  

## Cselekmény
1913-ban járunk. A kis Pollyannának (Georgina Terry), szeretett édesapja halála után gazdag ám megkeseredett nagynénje (Amanda Burton) házába kell költöznie. Pollyanna felrázza az álmos kis falu, Beldingsville életét, kiváltképp akkor, amikor kitalálja, hogy a lakók is játsszák el az édesapjával kitalált örömjátékot, amellyel mosolyra készteti az ágyhoz kötött Mrs. Snow-t (Pam Ferris), a morózus Mr. Pendletont (Kenneth Cranham), felvirágoztatja Nancy (Kate Ashfield) és Tim (Tom Ellis) boldogságát. Csak Polly nénje, aki egy szerelmi csalódás miatt tölti bánatban életét, áll ellen Pollyanna mesterkedéseinek. Akkor történik valami rettenetes, amiben még Pollyanna sem talál semmi örömet okozót: egy baleset következtében megbénul. Emiatt Nancy és Tim összevesznek, mivel a férfi korábban automobilt vett, mondván, hogy abban van a jövő. De mivel egy ilyen jármű ütötte el Pollyanna-t, Nancy meggyűlöli az automobliokat. Közben Polly néni is megváltozik, immár nem kötelességtudata irányítja, hanem az, hogy megpróbál örömet csalni Pollyanna arcára, visszaadni neki valamit a sok jóból. Csak egyvalamire nem hajlandó: elhívni Dr. Chilton-t (Aden Gillett), ugyanis korábban szerelmesek voltak, de aztán összevesztek, és azóta sem áll szóba vele. Amikor körvonalazódni látszódik, hogy Pollyanna többé nem fog tudni járni, akkor Pollyanna árva barátja, Jimmy Bean (Ben Thornton) - akit addigra magához vett Mr. Pendleton - őszintén megmondja Dr. Chiltonnak és nevelőapjának, hogy mégis meg kell vizsgálni a kislányt, elvégre Chilton egyik barátja az ilyen sérülések specialistája. Az orvos beadja a derekát és hívás nélkül elmegy a Harrington-házba. Kibékül Polly nénivel, s ezután elviszi Pollyanna-t a barátja kórházába, ahol a hatékony kezeléseknek köszönhetően a kislány újra képes lesz járni. A rákövetkező tavaszon pedig már mindannyian hazatérnek Beldingsville-be. Nem sokkal később sor kerül Chilton doktor és Polly néni esküvőjére. A templomban mindenki örül, hogy Pollyanna újra tud járni; Tim és Nancy pedig nemcsak kibékültek (a férfi eladta az automobilt), hanem már össze is házasodtak. A film végén Chilton doktor Pollyanna nagybátyja lesz.   

## Szereplők
| Név             | Szerep             | Magyar hang (a filmből kihallva) |
| --------------- | ------------------ | -------------------------------- |
| Amanda Burton   | Polly Harrington   | Kiss Mari                        |
| Kenneth Cranham | John Pendleton     | Kristóf Tibor                    |
| Georgina Terry  | Pollyanna Whittier | Csifó Dorina                     |
| Aden Gillett    | Dr. Chilton        | Kőszegi Ákos                     |
| Kate Ashfield   | Nancy              | Major Melinda                    |
| Tom Ellis       | Tim, a mindenes    | Hujber Ferenc                    |
| Tom Bell        | Tom, a kertész     | Izsóf Vilmos                     |
| Pam Ferris      | Mrs. Snow          | Némedi Mari                      |
| Ben Thornton    | Jimmy Bean         | Baráth István                    |

A szinkron a Duna Televízióban készült.

## Forgatás
A filmforgatás 2001. szeptember 24-én kezdődött Londonban, illetve Readingben, és hat hétig tartott.